# Saint-Léger-sous-Cholet
Saint-Léger-sous-Cholet település Franciaországban, Maine-et-Loire megyében. Lakosainak száma 3099 fő (2022. január 1.). Saint-Léger-sous-Cholet Bégrolles-en-Mauges, Cholet, Le May-sur-Èvre, La Séguinière és Sèvremoine községekkel határos.

## Népesség
A település népessége az elmúlt években az alábbi módon változott:
| Lakosok száma | 701  | 1857 | 2470 | 2477 | 2609 | 2722 | 2930 | 3018 | 3062 | 3099 |
|               | 1968 | 1982 | 1990 | 2006 | 2013 | 2015 | 2017 | 2019 | 2020 | 2022 |